# 김영식 (1952년)
김영식(1952년 1월 11일~)은 대한민국의 작가, 사회기관단체인이다. 구본무 LG그룹 명예회장의 부인이자 김태동 보건사회부 장관의 딸이다.

## 학력
- 이화여자대학교 영문학 학사[2]

## 경력
- 유네스코협회연맹 회장

## 가족 관계
- 아버지 김태동 - 제13대 보건복지부 장관
  - 배우자 구본무 - 제3대 LG그룹 회장
    - 장남 구원모 - LG그룹 차기 회장(사망, 후계 종료)
    - 장녀 구연경
    - 차녀 구연수
      - 양자 구광모 - 제4대 LG그룹 회장